# District Management Area

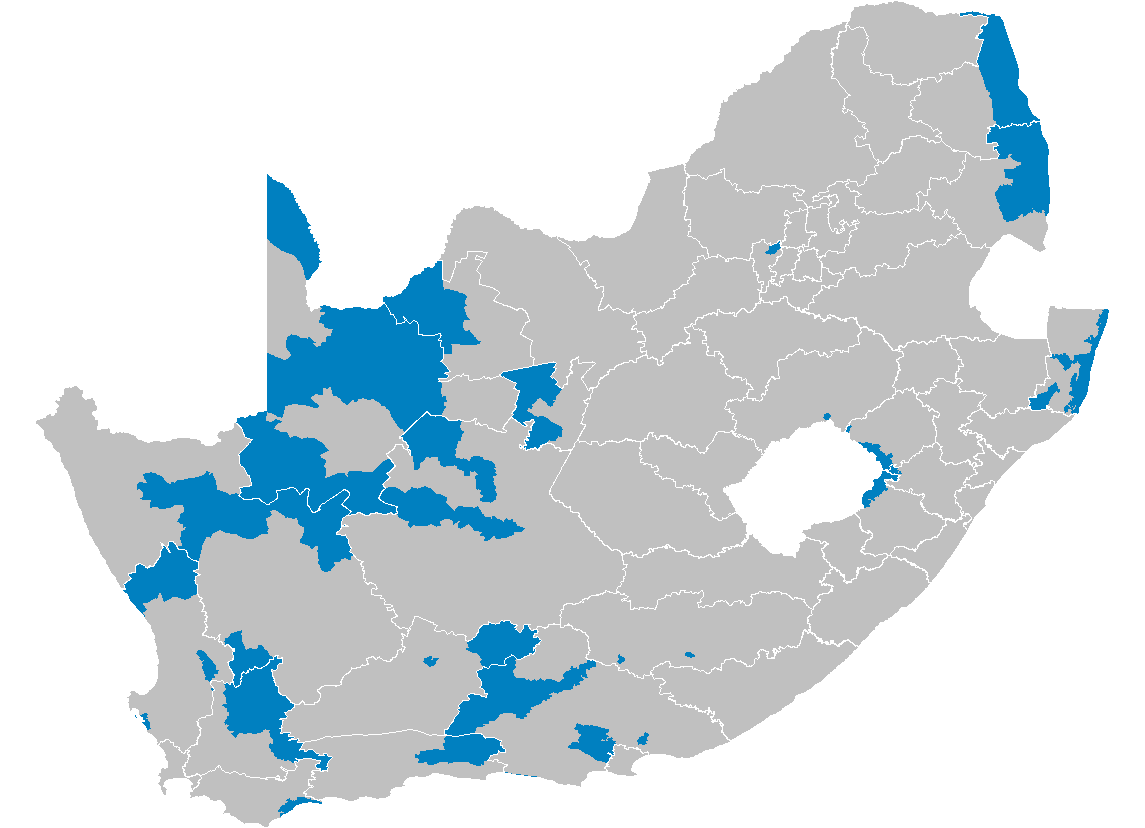
Mappa dei District Management Areas in Sudafrica

Le District Management Area (aree a gestione distrettuale), abbreviate in DMA, sono aree facenti parte delle municipalità distrettuali del Sudafrica, ma godono di un'amministrazione autonoma rispetto alle municipalità locali di cui non hanno mai voluto fare parte.
Le DMA, generalmente, sono aree in cui sono situati parchi nazionali e hanno una densità di popolazione molto bassa.
Il Municipal Demarcation Board ha espresso l'intenzione di eliminare le DMA e integrarli nelle municipalità locali alle elezioni locali del 2011.
La tabella mostra la popolazione delle DMA in basa al censimento del 2001.
| DMA                                     | Codice   | Popolazione |
| --------------------------------------- | -------- | ----------- |
| Schuinsdraai Nature Reserve             | CBDMA3   |             |
| Kruger Park                             | CBDMA4   | 3 662       |
| Aberdeen Plain                          | ECDMA10  | 6 531       |
| Parco nazionale della Zebra di Montagna | ECDMA13  | 91          |
| Oviston Nature Reserve                  | ECDMA14  | 11          |
| O'Conners Camp                          | ECDMA44  |             |
| Golden Gate Highlands National Park     | FSDMA19  | 174         |
| West Rand                               | GTDMA48  | 5 783       |
| Highmoor/Kamberg Park                   | KZDMA22  | 7           |
| Gaints Castle Game Reserve              | KZDMA23  | 511         |
| St Lucia Park                           | KZDMA27  | 5 080       |
| Mkhomazi Wilderness Area                | KZDMA43  | 815         |
| Mdala Nature Reserve                    | MPDMA31  |             |
| Lowveld                                 | MPDMA32  | 495         |
| Namaqualand                             | NCDMA06  | 813         |
| Bo Karoo                                | NCDMA07  | 3 176       |
| Benede Oranje                           | NCDMA08  | 9 083       |
| Diamondfields                           | NCDMA09  | 4 523       |
| Kgalagadi District Municipality         | NCDMACB1 | 6 231       |
| Pilansberg National Park                | NWDMA37  | 297         |
| West Coast District Municipality        | WCDMA01  | 4 263       |
| Breede River                            | WCDMA02  | 6 503       |
| Overberg District Municipality          | WCDMA03  | 247         |
| South Cape                              | WCDMA04  | 14 593      |
| Central Karoo                           | WCDMA05  | 6 178       |
| Totale                                  | Totale   | 79 067      |